# Оренбах
Оренбах (њем. Ohrenbach) општина је у њемачкој савезној држави Баварска. Једно је од 58 општинских средишта округа Ансбах. Према процјени из 2010. у општини је живјело 627 становника. Посједује регионалну шифру (AGS) 9571188.

## Географски и демографски подаци
Оренбах се налази у савезној држави Баварска у округу Ансбах. Општина се налази на надморској висини од 409 метара. Површина општине износи 22,7 km². У самом мјесту је, према процјени из 2010. године, живјело 627 становника. Просјечна густина становништва износи 28 становника/km².